# Guida per la felicità
Guida per la felicità (Learning to Drive) è un film del 2014 diretto da Isabel Coixet.